# Echo (Utah)
Echo – jednostka osadnicza w Stanach Zjednoczonych, w stanie Utah, w hrabstwie Summit.